# Drum (Schiff)
Die Drum ist eine Maxi-Yacht, die heute dem schottischen Milliardär Arnold Clark gehört. Sie wurde 1984 für das Whitbread Round the World Race konstruiert.

## Geschichte
Die Yacht war ursprünglich für den britischen Segler Rob James von dem bekannten neuseeländischen Yachtdesigner Ron Holland geplant worden. James war aber 1983 noch vor Fertigstellung bei einer Segelreise über Bord gefallen und ertrunken. Simon Le Bon, Leadsänger von Duran Duran, und zwei weitere Personen übernahmen das halbfertige Boot und ließen es zu Ende bauen. Le Bon plante, mit dem Boot am Whitbread Round the World Race teilzunehmen.
Als Training und zum Testen der Ausrüstung für dieses Rennen nahm Drum am 10. August 1985 an dem Fastnet Race teil. Der erfahrene Ozeansegler Skip Novak war als Skipper an Bord. Das Boot befand sich noch in der Nähe der Küste von Cormall, als der unter Deck am Kartentisch sitzende Skipper plötzlich ein lautes Knarzen hörte. Im gleichen Moment kippte das Boot auch schon um. Wegen eines Konstruktionsfehlers hatte die Yacht innerhalb von Sekunden ihren 14 Tonnen schweren Kiel verloren und kenterte durch. Das wäre normalerweise das Ende des Schiffes und der Crew gewesen. Aber durch mehrere glückliche Zufälle sank das Schiff nicht und die Mannschaft überlebte. Sechs der insgesamt fünfundzwanzig Crewmitglieder, darunter auch Le Bon selbst, waren im Rumpf eingeschlossen. Von den anderen konnten sich einige auf den umgedrehten Rumpf retten, weitere schwammen im Wasser und schafften es, sich irgendwie am Schiff festzuhalten.
Es war der Besatzung der Drum nicht möglich, Hilfe zu rufen. Aber von der Carat, einer Teilnehmerin an der Fastnet-Regatta, war der Unfall beobachtet worden. Sie setzte sofort einen Notruf ab. Weil eine Helikopterbasis in der Nähe war, kam ein Helikopter der britischen Seenotrettungsorganisation RNLI schon nach 10 Minuten zur Hilfeleistung zum Schiff. Der Heli seilte einen Taucher ab, der die Eingeschlossenen befreite. 20 Crewmitglieder konnten von dem Helikopter gerettet werden, die anderen von einem Schiff der Coastguard. Dann wurde bei dem umgedreht liegenden Boot der Mast und das restliche Rigg entfernt und das Boot in den Hafen von Megavissey geschleppt.
Trotz des Unfalls wollten Le Bon und seine Crew an dem geplanten Whitbread-Rennen teilnehmen. Sie schafften es, in einem Monat die Yacht wieder seetüchtig zu machen. Dazu musste ein neuer Kiel angebracht sowie das stehende Gut und die Segel ersetzt werden. Die Yacht belegte auf dieser Wettfahrt den dritten Schlussrang.
Im Jahr 1988 erwarb Arnold Clark die Yacht von Simon Le Bon, um damit selber Regatten zu fahren. Im selben Jahr kam Drum erneut in die Schlagzeilen, als sie etwa 5 Meilen vom Mull of Kintyre mit einem U-Boot der Royal Navy kollidierte. Neben mehreren Teilnahmen an Regatten in Großbritannien segelt Clark auch mit seiner Familie. Heute kann die Yacht auch gechartert werden.
Im Jahr 2005 überließ Arnold Clark die Yacht noch einmal Simon Le Bon und der Fastnet-Crew von 1985, die damit zwanzig Jahre nach der beinahe-Katastrophe noch einmal am Fastnet-Rennen teilnehmen wollten. Weil nur wenig Wind aufkam, war zwar das Rennergebnis mäßig, sie konnten mit ihrem Auftritt aber Geld sammeln. Dieses spendeten sie der RNLI als Dank für die Rettung zwanzig Jahre zuvor.
Mittlerweile (Stand 2022) prangt auf der Webseite der Yacht der Hinweis, dass sie aufgrund ihres Alters nicht mehr aktiv ist. Der Eigner erwartet aber, dass sie aufgrund ihrer Geschichte einen Platz in einem Museum finden wird.